# السوالم البحرية
قرية السوالم البحرية هي إحدى القرى التابعة لمركز أبنوب في محافظة أسيوط في جمهورية مصر العربية. حسب إحصاءات سنة 2006، بلغ إجمالي السكان في السوالم البحرية 9004 نسمة، منهم 4683 رجل و4321 امرأة.